# Rhopilema esculentum
Espèce
Rhopilema esculentum est une espèce de méduse de l'ordre des Rhizostomeae.

## Consommation humaine
Cette méduse est comestible.

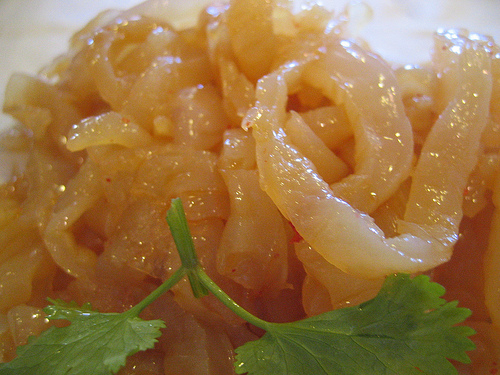
Rhopilema esculentum en salade.

Elle est consommée séchée en Asie, en particulier au Japon (koulagué), notamment coupée en lamelles sous forme de salades et marinée dans une sauce sucrée acidulée pour compenser son goût un peu fade. Sa texture croquante et caoutchouteuse s'apparente à du concombre ou à du poulpe. Chaque année les Japonais en consomment environ 13 tonnes. En Chine et en Malaisie, les méduses sont également consommées séchées, notamment sous forme de brochettes.